# André Abadie (rugby à XIII)
Pour les articles homonymes, voir André Abadie et Abadie.
Vous venez d’apposer le modèle de débat d'admissibilité.
Avant toute chose, veuillez créer la page de débat correspondante en cliquant ici.
- Une fois la page de vote initialisée, rafraîchissez cette page, et le bandeau prendra son aspect définitif.
- Si votre débat d'admissibilité est groupé (le motif et l’argumentation doivent être les mêmes), modifiez cette page pour ajouter au modèle le paramètre « cat » suivi du nom de la page de discussion de l’article pour lequel la page de débat existe déjà (ex. : cat=Discussion:Nom_de_l'autre_article). Ensuite, suivez les nouvelles instructions qui apparaissent.
- Vous pouvez également utiliser le paramètre « type » pour faciliter l’accès aux critères d’admissibilité. Exemple : {{suppression|type=mot-clé}}. Liste des mots-clés existants : fiction, musique, art visuel, fanzine, jeu de société, porno, sportif, association, enseignement, société, site web, route, nombre, (Liste complète ici).

| 1. | Créez la page de débat d'admissibilité.                                                                      | Sauvegardez d’abord la page pour l’initialiser puis indiquez votre motivation.                     |
| 2. | Important : ajoutez une entrée dans la section Débat d'admissibilité du jour.                                | Utilisez ce texte : *{{L\|André Abadie (rugby à XIII)}}                                            |
| 3. | Pensez à informer les contributeurs principaux de la page et les projets associés lorsque cela est possible. | Utilisez ce texte : {{subst:Avertissement débat d'admissibilité\|André Abadie (rugby à XIII)}}~~~~ |

 (février 2025).
Si vous disposez d'ouvrages ou d'articles de référence ou si vous connaissez des sites web de qualité traitant du thème abordé ici, merci de compléter l'article en donnant les références utiles à sa vérifiabilité et en les liant à la section « Notes et références ».
Pas d'image ? Cliquez ici

a Compétitions nationales et continentales officielles uniquement.

André Abadie, né le 13 septembre 1948 à Narbonne (Aude) et mort le 21 août 2009 à Carcassonne (Aude), est un joueur français de rugby à XIII évoluant au poste de demi de mêlée dans les années 1960 et 1970.
Il joue au rugby à XIII au sein du club du F.C. Lézignan avec lequel il dispute la finale de la Coupe de France en Coupe de France de rugby à XIII 1970-1971. Il entraîne dans les années 1980 ce même club.

## Biographie
Il commence le rugby au Saint-Laurent XIII.
Après la fin de sa carrière, il entraîne le FC Lézignan avec son ancien coéquipier Michel Maïque.
En 1971 et 1974, il est titulaire lors des finales perdues 17 à 2 face à Marseille XIII Avenir et 21 à 11 contre le RC Albi XIII,.
Il est également titulaire dans la finale perdue du championnat de France de 1976.

## Palmarès
- Collectif : 
  - Vainqueur du Coupe de France : 1970 (Lézignan)[7].
  - Finaliste du Championnat de France : 1976 (Lézignan).
  - Finaliste du Coupe de France : 1971[5] et 1974[4] (Lézignan).